# Samoa-Observatorium
Das Samoa-Observatorium der Königlichen Gesellschaft der Wissenschaften zu Göttingen wurde 1902 in der Kolonie Deutsch-Samoa bei Apia auf Anregung von Emil Wiechert durch Otto Tetens errichtet. Wie schon aus dem Namen ersichtlich, handelte es sich bei diesem seismischen Observatorium um eine Einrichtung der Göttinger Akademie der Wissenschaften.
Es war unter anderem mit einem astatischen Pendel ausgerüstet. Hiermit erlangte Wiechert viele Einsichten in den Weg der Erdbebenwellen durch das Erdinnere. Sein 1000-kg-Horizontalpendel war so empfindlich, dass es bei stärkeren nahen Beben mehrfach umfiel. Am 80-kg-Vertikalpendel wurde lange an der Dämpfung und magnetischen Astasierung experimentiert. Die absolute Zeit der Phasen konnte damit auf höchstens sechs Sekunden genau bestimmt werden.
Die Zeit wurde 14-täglich mit Meridian-Instrument und Sternzeitchronometer bestimmt. Dazwischen waren sie auf einen Knoblich-Schiffschronometer und zur Kontrolle auf einen Bröcking-Sternzeitchronometer angewiesen, bis sie 1910 eine genauere Pendeluhr erhielten.
Da der Seismograph nur 1,2 km vom umbrandeten Riff entfernt war, wurde der Aufprall der Dünung sehr stark aufgezeichnet. Da das Haus auf Korallensand stand, wurden ferne Beben stark gedämpft.
Nach Tetens wurde Franz Linke der Leiter, dem von 1908 bis 1911 Kurt Wegener folgte. 1913/14 war Ludwig Carl Geiger der Leiter, danach Gustav Angenheister bis nach dem Ersten Weltkrieg.